# Boscobel (Town)
Die Town of Boscobel ist eine von 33 Towns im Grant County im US-amerikanischen Bundesstaat Wisconsin. Im Jahr 2010 hatte die Town of Boscobel 376 Einwohner.
Town hat in Wisconsin eine grundlegend andere Bedeutung, als im übrigen englischsprachigen Bereich. Vielmehr entspricht sie den in den anderen US-Bundesstaaten üblichen Townships, die nach dem County die nächstkleinere Verwaltungseinheit bilden.

## Geografie
Die Town of Boscobel liegt im Südwesten Wisconsins, am Südufer des Wisconsin River, einem linken Nebenfluss des die Grenze zu Iowa bildenden Mississippi. Die Town umschließt nahezu vollständig die Kleinstadt Boscobel, ohne dass diese der Town angehört. Die Grenze zu Illinois befindet sich rund 70 km südlich.
Die geografischen Koordinaten des Zentrums der Town of Boscobel sind 43°08′17″ nördlicher Breite und 90°41′41″ westlicher Länge. Sie erstreckt sich über eine Fläche von 18,9 km², die sich auf 17,7 km² Land- und 1,2 km² Wasserfläche verteilen. 
Die Town of Boscobel liegt im Norden des Grant County und grenzt an folgende Nachbartowns und -townships:
|                                    |                                             | Town of Richwood (Richland County) |
| Town of Mariette (Crawford County) | Kompassrose, die auf Nachbargemeinden zeigt | Town of Watterstown                |
|                                    | Town of Marion                              | Town of Hickory Grove              |

## Verkehr
Der U.S. Highway 61 und der Wisconsin State Highway 133 sowie die County Highways M und S verlaufen durch die Town of Boscobel. Alle weiteren Straßen sind untergeordnete Landstraßen,  teils unbefestigte Fahrwege sowie innerörtliche Verbindungsstraßen.
Entlang des Wisconsin River verläuft für den Frachtverkehr eine Eisenbahnlinie der Wisconsin and Southern Railroad, die vom Mississippi nach Madison und von dort weiter nach Milwaukee führt.
Mit dem Boscobel Airport befindet sich im Südosten der Kleinstadt Boscobel ein kleiner Flugplatz. Der nächste größere Flughafen ist der Dane County Regional Airport in Wisconsins Hauptstadt Madison (120 km östlich).

## Bevölkerung
Nach der Volkszählung im Jahr 2010 lebten in der Town of Boscobel 376 Menschen in 160 Haushalten. Die Bevölkerungsdichte betrug 21,2 Einwohner pro Quadratkilometer. In den 160 Haushalten lebten statistisch je 2,35 Personen. 
Ethnisch betrachtet setzte sich die Bevölkerung zusammen aus 98,9 Prozent Weißen, 0,5 Prozent Afroamerikanern sowie 0,3 Prozent aus anderen ethnischen Gruppen; 0,3 Prozent stammten von zwei oder mehr Ethnien ab. Unabhängig von der ethnischen Zugehörigkeit waren 0,3 Prozent der Bevölkerung spanischer oder lateinamerikanischer Abstammung. 
21,3 Prozent der Bevölkerung waren unter 18 Jahre alt, 58,8 Prozent waren zwischen 18 und 64 und 19,9 Prozent waren 65 Jahre oder älter. 48,9 Prozent der Bevölkerung war weiblich.
Das mittlere jährliche Einkommen eines Haushalts lag bei 43.281 USD. Das Pro-Kopf-Einkommen betrug 21.160 USD. 16,9 Prozent der Einwohner lebten unterhalb der Armutsgrenze.

## Ortschaften in der Town of Boscobel
Auf dem Gebiet der Town of Boscobel befinden sich neben Streubesiedlung keine weiteren Siedlungen.